# Paullinia hystrix
Paullinia hystrix är en kinesträdsväxtart som beskrevs av Ludwig Radlkofer. Paullinia hystrix ingår i släktet Paullinia och familjen kinesträdsväxter. Inga underarter finns listade i Catalogue of Life.